# ジェイテクトSTINGS愛知
ジェイテクトSTINGS愛知（ジェイテクト スティングス あいち）は、愛知県岡崎市を本拠地とする男子バレーボールチームである。運営はジェイテクト。2025-26シーズンはSV.LEAGUE MENに所属。

## 概要
1956年に9人制バレーボール部を発足し、後に6人制に移行した。2002年V1リーグ（2部リーグ）昇格。2013年V・プレミアリーグ昇格。
チーム名『STINGS』とは、蜂が鋭い針で相手を攻撃する事を意味し、鋭い攻撃をして脅威となれるチームを目指して名付けられた。チームキャラクターは「スティンビー」であり、一般公募により命名された。
事務局は刈谷市の刈谷事業場で、練習場はその付近にあるジェイテクト体育館。練習見学も一部可能である。
ホームゲームは、岡崎市の岡崎中央総合公園総合体育館などで開催される。
現在ではスポンサーからの支援も受けてチーム運営している。

## 歴史
1958年、豊田工機バレーボール部（9人制）として創部。その後、時代の流れとともに、6人制に移行した。
1996年、地域リーグに昇格。地域リーグ初参戦となった1997年は西部リーグ最下位（8位）となったが、徐々に順位を上げて行く。2002年、社内の強化クラブとして位置づけられ、本格的な強化が始まった。同年、地域リーグにてサムエル・フランコの活躍などで準優勝を果たし、V1リーグ（当時2部リーグ）昇格を果たした。
初参戦となった2002/03シーズンの第5回V1リーグで7勝7敗と5割の成績を残し、以降も5割に近い成績を残す。
2006年、母体企業が合併により豊田工機からジェイテクトとなった。同時にチーム名を『ジェイテクトSTINGS』に変更。以降、V・チャレンジリーグ（V1リーグより改称）で上位に進出するようになる。
2009/10V・チャレンジリーグで15戦全勝の初優勝を果たし、その勢いでV・チャレンジマッチ（入替戦）に臨むも、V・プレミアリーグ最下位だったFC東京から2試合で1セットも奪えず完敗。V・プレミアリーグ昇格はならなかった。2010/11V・チャレンジリーグで連覇を果たすも、東日本大震災の影響でV・チャレンジマッチが中止となり、V・チャレンジリーグに残留することとなる。2011/12V・チャレンジリーグでは準優勝。V・チャレンジマッチでJTサンダーズに連敗してまたも昇格ならず。
2012/13V・チャレンジリーグでは、2位のつくばユナイテッドSun GAIAに2敗するものの、セット率でつくばをかわして優勝を果たす。V・チャレンジマッチでは大分三好ヴァイセアドラーと対戦。第1戦でストレート負けを喫して早くも追い込まれる。しかし、第2戦はストレートで勝ち、得点率で上回ったため、大逆転で悲願のV・プレミアリーグ昇格が決定した。
2013/14シーズン、プレミア1年目にして平成25年度天皇杯で準優勝を果たす。しかし、V・プレミアリーグでは6勝止まりの最下位で終わり、V・チャレンジマッチ出場となった。V・チャレンジマッチでは警視庁フォートファイターズに連勝し残留を果たした。
V・プレミアリーグの2014/15シーズンは5位。2015/16シーズンは、ブルガリア代表のマテイ・カジースキが入団。チームは4位と着実に実力をつけ、2016/17シーズンはついにファイナル3に進出した。ファイナル3では昨年の覇者である豊田合成トレフェルサに初戦を勝利したが、第二戦で敗れゴールデンセットでも敗退したもののチーム史上3位となった。2016/17シーズンからジェイテクト奈良工場が建つ奈良県橿原市がサブホームタウンとなった。
2018/19シーズン、V・プレミアリーグに替わり新生V.LEAGUEが誕生し、1部であるDIVISION1（V1）に編入。初年度は終盤で調子を落とし7位で終了（ファイナル6進出を逃す）。
2019/20シーズンは、V1男子で、日本代表OPで活躍した西田有志がサーブランキング1位、2シーズンぶりに復帰したカジースキが同2位に入る活躍などでチームは躍進し、V・レギュラーラウンドで2位となりファイナル3進出を確定させた。ファイナル3ではサントリーサンバーズに3-1で逆転勝ちし、チーム初のファイナル進出を果たす。しかし、新型コロナウイルス感染拡大防止のため、ファイナルを無観客で戦うこととなった。そのファイナルで、V・レギュラーラウンド終盤まで1位を争っていたパナソニック・パンサーズにフルセットの末勝ち、1部昇格7シーズン目にして初優勝を果たした。
2020/21シーズン、令和2年度天皇杯全日本選手権大会でも決勝でパナソニックに勝ち天皇杯初優勝を果たした。しかし、リーグ戦ではそのパナソニックに4戦全敗を喫するなど上位3チームに苦戦し4位で終了となった。
2021/22シーズン、西田がイタリアのチームに移籍。V1では振るわず7位。第70回黒鷲旗全日本選抜大会では3度目となる決勝進出を果たし初優勝まであと1勝とする。しかし、決勝ではリーグ戦王者のサントリーサンバーズに敗れ、初優勝とはならず3度目の準優勝となった。
2022/23シーズン、西田がチームに復帰し、関田誠大とティネ・ウルナウト（スロベニア代表）も獲得し、世界選手権で活躍した選手3人を補強した。それに加え、元日本代表の柳田将洋もサントリーから移籍加入した。一方、西田の代わりにオポジットを務めていた宮浦健人（日本代表）は、ポーランドのクラブに移籍した。大型補強をして迎えたシーズン、令和4年度天皇杯全日本選手権大会で2年ぶり2度目の優勝を果たした。しかし、V1男子ではV・ファイナルステージに進出できず6位で終えた。
2024年3月9日、2024/25シーズンから岡崎市をホームタウンにすると発表した。ホームゲームの大半を岡崎市で開催する。
SVリーグ開幕に伴い、チーム名をジェイテクトSTINGS愛知に変更した。

## 社業
2011-12シーズンまではフルタイムで社業を行い、勤務終了後の19:00から体育館が閉鎖される22:00までが練習時間であった。前監督である長井浩二は「引退後も社業を行うため、練習時間を多くしてくれとは言えなかった」と話す。選手も「なかなか身体のケアもできない」とこぼす。会社側は2012-13シーズンから練習開始時刻を16:00からと配慮し、結果としてこのシーズン優勝およびVチャレンジマッチ勝利に繋がった。長井は「ありがたかった。競技力が高まり昇格できた」と語っている。2013-14シーズンからは14:00を練習開始時刻にするという。

## 成績

### 主な成績
V.LEAGUE DIVISION1（日本リーグ／Vリーグ／V・プレミアリーグ）
- 優勝 1回（2019-20）
- 準優勝 なし

V.LEAGUE DIVISION2（実業団リーグ／V1リーグ／V・チャレンジリーグ／V・チャレンジリーグI）
- 優勝 3回 （2009/10、2010/11、2012/13）
- 準優勝 1回 （2011/12）

黒鷲旗全日本選抜大会
- 優勝 なし
- 準優勝 3回 （2016年、2018年、2022年）

天皇杯・皇后杯全日本バレーボール選手権大会
- 優勝 2回 （2020年、2022年）
- 準優勝 1回 （2013年）

国民体育大会成年男子（6人制）
- 優勝 1回 （2009年）

### 年度別成績

#### Vリーグ / 実業団リーグ・V1リーグ
| 所属     | 年度            | 最終 順位 | 参加 チーム数 | 試合 | 勝 | 敗 | 勝率  |
| -------- | --------------- | --------- | ------------- | ---- | -- | -- | ----- |
| V1リーグ | 第5回 (2002/03) | 5位       | 8チーム       | 14   | 7  | 7  | 0.500 |
| V1リーグ | 第6回 (2003/04) | 5位       | 7チーム       | 12   | 5  | 7  | 0.417 |
| V1リーグ | 第7回 (2004/05) | 6位       | 8チーム       | 14   | 7  | 7  | 0.500 |
| V1リーグ | 第8回 (2005/06) | 4位       | 8チーム       | 14   | 8  | 6  | 0.571 |

#### V・プレミアリーグ / V・チャレンジリーグ
| 所属       | 年度    | 最終 順位 | 参加 チーム数 | レギュラーラウンド | レギュラーラウンド | レギュラーラウンド | レギュラーラウンド | ポストシーズン | ポストシーズン | ポストシーズン |
| 所属       | 年度    | 最終 順位 | 参加 チーム数 | 順位               | 試合               | 勝                 | 敗                 | 試合           | 勝             | 敗             |
| ---------- | ------- | --------- | ------------- | ------------------ | ------------------ | ------------------ | ------------------ | -------------- | -------------- | -------------- |
| チャレンジ | 2006/07 | 3位       | 9チーム       | 3位                | 16                 | 12                 | 4                  | -              | -              | -              |
| チャレンジ | 2007/08 | 5位       | 10チーム      | 5位                | 18                 | 11                 | 7                  | -              | -              | -              |
| チャレンジ | 2008/09 | 3位       | 12チーム      | 3位                | 11                 | 9                  | 2                  | 7              | 5              | 2              |
| チャレンジ | 2009/10 | 優勝      | 11チーム      | 1位                | 10                 | 10                 | 0                  | 5              | 5              | 0              |
| チャレンジ | 2010/11 | 優勝      | 11チーム      | 1位                | 16                 | 15                 | 1                  | -              | -              | -              |
| チャレンジ | 2011/12 | 準優勝    | 11チーム      | 2位                | 10                 | 9                  | 1                  | 5              | 4              | 1              |
| チャレンジ | 2012/13 | 優勝      | 11チーム      | 1位                | 20                 | 18                 | 2                  | -              | -              | -              |
| プレミア   | 2013/14 | 8位       | 8チーム       | 8位                | 28                 | 6                  | 22                 | -              | -              | -              |
| プレミア   | 2014/15 | 5位       | 8チーム       | 6位                | 21                 | 9                  | 12                 | 5              | 3              | 2              |
| プレミア   | 2015/16 | 4位       | 8チーム       | 3位                | 21                 | 12                 | 9                  | 5              | 1              | 4              |
| プレミア   | 2016/17 | 3位       | 8チーム       | 5位                | 21                 | 9                  | 12                 | 7              | 4              | 3              |
| プレミア   | 2017/18 | 5位       | 8チーム       | 6位                | 21                 | 8                  | 13                 | 5              | 1              | 4              |

#### V.LEAGUE
| 所属      | 年度    | 最終 順位 | 参加 チーム数 | レギュラーラウンド | レギュラーラウンド | レギュラーラウンド | レギュラーラウンド | ポストシーズン | ポストシーズン | ポストシーズン | 備考                     |
| 所属      | 年度    | 最終 順位 | 参加 チーム数 | 順位               | 試合               | 勝                 | 敗                 | 試合           | 勝             | 敗             | 備考                     |
| --------- | ------- | --------- | ------------- | ------------------ | ------------------ | ------------------ | ------------------ | -------------- | -------------- | -------------- | ------------------------ |
| DIVISION1 | 2018-19 | 7位       | 10チーム      | 7位                | 27                 | 13                 | 14                 | -              | -              | -              |                          |
| DIVISION1 | 2019-20 | 優勝      | 10チーム      | 2位                | 27                 | 23                 | 4                  | 2              | 2              | 0              |                          |
| DIVISION1 | 2020-21 | 4位       | 10チーム      | 4位                | 34                 | 23                 | 11                 | -              | -              | -              |                          |
| DIVISION1 | 2021-22 | 7位       | 10チーム      | 7位                | 36                 | 15                 | 21                 | -              | -              | -              | 不戦勝1、不戦敗2を含む。 |
| DIVISION1 | 2022-23 | 6位       | 10チーム      | 6位                | 36                 | 22                 | 14                 | -              | -              | -              |                          |
| DIVISION1 | 2023-24 | 8位       | 10チーム      | 8位                | 36                 | 14                 | 22                 | -              | -              | -              |                          |

#### SV.LEAGUE
| 所属      | 年度    | 最終 順位 | 参加 チーム数 | レギュラーラウンド | レギュラーラウンド | レギュラーラウンド | レギュラーラウンド | ポストシーズン | ポストシーズン | ポストシーズン | 備考 |
| 所属      | 年度    | 最終 順位 | 参加 チーム数 | 順位               | 試合               | 勝                 | 敗                 | 試合           | 勝             | 敗             | 備考 |
| --------- | ------- | --------- | ------------- | ------------------ | ------------------ | ------------------ | ------------------ | -------------- | -------------- | -------------- | ---- |
| SV.LEAGUE | 2024-25 | 準優勝    | 10チーム      | 4位                | 44                 | 26                 | 18                 | 6              | 4              | 2              |      |

## 選手・スタッフ(2025-26)

### 選手
| 背番号                                                                            | 名前                 | シャツネーム | 生年月日（年齢）       | 身長 | 国籍           | Pos | 在籍年  | 前所属                  | 備考         |
| --------------------------------------------------------------------------------- | -------------------- | ------------ | ---------------------- | ---- | -------------- | --- | ------- | ----------------------- | ------------ |
| 1                                                                                 | 呂姜耀凱             | LU CHIANG    | 1993年10月23日（31歳） | 196  | 中華民国       | MB  | 2025年- | 連荘 (en)               | 移籍加入     |
| 2                                                                                 | 髙橋健太郎           | KENTARO      | 1995年2月8日（30歳）   | 202  | 日本           | MB  | 2024年- | 東レ                    |              |
| 3                                                                                 | 堺爽人               | SAKAI        | 2002年11月26日（22歳） | 196  | 日本           | MB  | 2024年- | 専修大学                | 新人         |
| 4                                                                                 | 川口柊人             | KAWAGUCHI    | 2000年8月9日（24歳）   | 200  | 日本           | MB  | 2025年- | 広島TH                  | 移籍加入     |
| 6                                                                                 | 河東祐大             | KAWAHIGASHI  | 1998年2月7日（27歳）   | 175  | 日本           | S   | 2022年- | VC長野                  | 副キャプテン |
| 7                                                                                 | 荒木琢真             | ARAKI        | 2002年7月6日（23歳）   | 165  | 日本           | L   | 2024年- | 近畿クラブ/近畿大学     | 新人         |
| 9                                                                                 | ステファン・ボワイエ | BOYER        | 1996年4月10日（29歳）  | 196  | フランス       | OP  | 2025年- | Asseco Resovia (pl)     | 移籍加入     |
| 10                                                                                | 藤中謙也             | FUJINAKA     | 1993年7月25日（31歳）  | 188  | 日本           | OH  | 2025年- | サントリー              | 移籍加入     |
| 11                                                                                | 秦耕介               | HATA         | 1995年7月15日（30歳）  | 190  | 日本           | OH  | 2023年- | サントリー              |              |
| 12                                                                                | 藤原直也             | FUJIWARA     | 2001年12月24日（23歳） | 192  | 日本           | OH  | 2024年- | 中央大学                |              |
| 17                                                                                | 前田一誠             | ISSEI        | 1991年9月22日（33歳）  | 181  | 日本           | S   | 2025年- | 広島TH                  | 移籍加入     |
| 21                                                                                | 高橋和幸             | TAKAHASHI    | 2000年1月26日（25歳）  | 170  | 日本           | L   | 2022年- | 順天堂大学              | キャプテン   |
| 22                                                                                | 岩本大吾             | IWAMOTO      | 2001年2月10日（24歳）  | 193  | 日本           | MB  | 2023年- | 早稲田大学              |              |
| 23                                                                                | トリー・デファルコ   | DEFALCO      | 1997年4月10日（28歳）  | 198  | アメリカ合衆国 | OH  | 2024年- | Asseco Resovia (pl)     | 副キャプテン |
| 26                                                                                | リカルド・ルカレッリ | LUCARELLI    | 1992年2月14日（33歳）  | 195  | ブラジル       | OH  | 2024年- | Gas Sales Piacenza (it) |              |
| 出典：チーム新体制リリース チーム公式サイト Vリーグ公式サイト 更新：2025年7月16日 |                      |              |                        |      |                |     |         |                         |              |

### スタッフ
| 役職                                                                              | 名前                   | 備考 |
| --------------------------------------------------------------------------------- | ---------------------- | ---- |
| ヘッドコーチ                                                                      | 真保綱一郎             |      |
| アシスタントコーチ                                                                | 阿部純也               |      |
| アシスタントコーチ                                                                | 豊田昇平               |      |
| S&Cコーチ                                                                         | 市毛賢二               |      |
| メディカルトレーナー                                                              | 赤羽誠人               |      |
| アナリスト                                                                        | 吉田拓馬               |      |
| チームコーディネーター                                                            | 小林正和               |      |
| マネージャー                                                                      | 宮﨑さとみ             | 新任 |
| 通訳                                                                              | クリャンチコバ・リーナ |      |
| テクニカルアドバイザー                                                            | ミハウ・ゴゴール       |      |
| 出典：チーム新体制リリース チーム公式サイト Vリーグ公式サイト 更新：2025年7月16日 |                        |      |

## 在籍していた主な選手
- 泉川正幸
- 高橋慎治 （現スタッフ）
- 古田史郎
- 高橋和人
- 中根聡太
- 浅野博亮
- 伏見大和
- 興梠亮
- 宮浦健人
- 西田有志
- 柳田将洋
- 高橋慶帆
- エンダキ・エムブレイ
- フェルナンド・エルナンデス
- マテイ・カジースキ
- 饒書涵
- 陳龍海
- フェリペ・フォンテレス